# Constance Gay
Pour les articles homonymes, voir Gay.
Constance Gay, née le 20 février 1992, est une actrice française surtout connue pour avoir joué un rôle principal dans la série télévisée belge Unité 42, et pour tenir l'un des deux rôles-titres de la série française Face à face depuis 2021. Elle a également participé à la série Engrenages. En 2025, elle joue aux côtés de Michaël Youn dans la série Flashback sur TF1.

## Biographie

### Enfance et formation
Née en région parisienne, Constance Gay effectue sa scolarité au collège Charles Peguy au Chesnay et au lycée La Bruyère à Versailles. Elle intègre une école de commerce pour finalement se consacrer au journalisme dans la presse écrite et radio.
Passionnée par les textes et la musique classique, elle passe le concours de la Classe Libre du Cours Florent en 2014 et intègre la promotion XXXV sous la direction de Jean-Pierre Garnier.

### Carrière
Elle commence sa carrière avec le rôle principal de la série Unité 42, diffusée sur la RTBF et France 2, dans laquelle elle interprète Billie Webber, jeune hackeuse qui infiltre une unité de cybercriminalité.
Dans Face à face, série policière sur France 3, elle tient depuis 2021 un des rôles principaux, celui de la commandante Vanessa Tancelin, face à la juge Justine Rameau (Claire Borotra) sa (récente) demi-sœur, avec qui la coopération forcée entre ces deux fortes personnalités est plutôt orageuse au début. 
Elle se produit au théâtre régulièrement.

## Filmographie

### Cinéma

#### Longs métrages
- 2018 : Vous êtes jeunes, vous êtes beaux de Franchin Don : Gwen
- 2019 : Chamboultout d'Éric Lavaine : La secrétaire de la maison d'édition
- 2019 : La Belle Époque de Nicolas Bedos : La remplaçante de Margot
- 2023 : Vaincre ou mourir de Paul Mignot et Vincent Mottez : Céleste Bulkeley

#### Courts métrages
- 2014 : Le figurant de Jérémy Bernard et Guillaume Desjardins : L'héroïne
- 2014 : Retcon de Guillaume Desjardins[2] :
- 2014 : Loop d'Andy Wijckelsma et Olivier Minet : La jeune femme [3]
- 2015 : Summer Wine in Time de Terry Misseraoui : La jeune femme[4]
- 2018 : Qu'est ce qu'on attend ? d'Audrey Janssens et Wandy Sinesi-Giusti[5]
- 2019 : Demi-Sang de Laetitia Mikles et Pierre Primetens : Zita [6]
- 2023 : Beyond the Sea d'Hippolyte Leibovici : Ginger [7]

### Télévision

#### Séries télévisées
- 2014 : Engrenages : Une juge
- 2017 - 2019 : Unité 42 : Billie Veber [8]
- 2020 : Grand Hôtel : Sonia
- depuis 2021 : Face à face : Vanessa Tancelin, commandant de police
- depuis 2025 : Flashback de Vincent Jamain et Stephen Cafiero : Elsa Letellier
- 2025 : Été 36

#### Téléfilms
- 2018 : Meurtres à Lisieux de Nicolas Guicheteau : Dr Laëtitia Green
- 2024 : Meurtres à Arles d'Octave Raspail : Sarah Cortes
- 2025 : Maudits de Chloé Micout : Lucile

## Théâtre
- 2014 : La chair des sentiments
- 2014 : Festin (Compagnie Les Epis Noirs)
- 2016 : Rien ne pouvait nous arriver, Mis en scène par Sébastien Pouderoux de la Comédie Française
- 2016 : Le petit théâtre de Treplev, Mis en scène par Jean-Pierre Garnier
- 2018 : J'avais un pays autrefois, Mise en scène de Jean-Christophe Blondel au Théâtre de l'Étoile du Nord[9]